# Schlacht von Azaz (1125)
Die Schlacht von Azaz fand am 11. Juni 1125 zwischen den Kreuzfahrerstaaten und den Seldschuken statt.

## Vorgeschichte
Joscelin I. von Edessa hatte 1118 dem Atabeg von Aleppo die Stadt Azaz (Hazart) in Nordsyrien abgenommen. 1119 wurde ein Kreuzfahrerheer aus Antiochia unter Roger von Salerno in der Schlacht auf dem Ager Sanguinis vernichtend geschlagen. 1123 geriet Balduin II. von Jerusalem auf einer Patrouille in der Grafschaft Edessa in muslimische Gefangenschaft. 1124 freigelassen, begann Balduin 1125 eine Belagerung Aleppos, was die Aufmerksamkeit von Aq Sunqur al-Bursuqi, dem seldschukischen Atabeg von Mossul erregte. Il-Bursuqi marschierte nach Süden, hob die Belagerung Aleppos auf, zwang die Kreuzritter zum Rückzug und belagerte anschließend Zerdana in der Grafschaft Edessa.
Am 11. Juni 1125 trafen die feindlichen Heere aufeinander. Das christliche Heer bestand aus den Kontingenten Balduins II. aus dem Königreich Jerusalem sowie dem Fürstentum Antiochia, wo Balduin Regent war, denen Joscelins I. aus der Grafschaft Edessa und denen des Pons von Tripolis aus der Grafschaft Tripolis. Insgesamt waren es ca. 1.100 Ritter und 2.000 Fußsoldaten. Das Heer des Atabegs il-Bursuqi, das inzwischen Verstärkung von seinem Verbündeten Tugtakin aus Damaskus erhalten hatte, hatte sich außerhalb von Azaz gesammelt und war wohl wesentlich größer als das der Christen.

## Schlachtverlauf
Nach einem kurzen Vorstoß täuschte Balduin einen vermeintlichen Rückzug vor, womit es ihm gelang, die Seldschuken von Azaz weg in offenes Terrain zu locken, wo er sie zusammen mit den anderen Kontingenten umzingelte. Nach einer langen und blutigen Schlacht wurden die Seldschuken in die Flucht geschlagen und ihr Lager erobert. Balduin machte dabei genügend Kriegsbeute, um die Gefangenen, die die Seldschuken im Verlauf der Schlacht gemacht hatten (darunter den zukünftigen Joscelin II. von Edessa), auszulösen.

## Folgen
Dieser Sieg erlaubte den Kreuzrittern, viel von ihrem Einfluss wiederherzustellen, den sie nach ihrer Niederlage auf dem Ager Sanguinis 1119 verloren hatten. Balduin plante nun einen Angriff auf Aleppo, doch Antiochia, wo 1126 Bohemund II. die Regierung antrat, zog es vor, gegen Edessa zu kämpfen, so dass das Vorhaben scheiterte. Aleppo und Mosul wurden 1128 unter dem wesentlich stärkeren Herrscher Zengi vereint, in dessen Regierungszeit die christliche Herrschaft in Nordsyrien zu schwinden begann.